# Жёлтое (Оренбургская область)
Жёлтое — село в Саракташском районе Оренбургской области. Административный центр Жёлтинского сельсовета.

## География
Село находится на левом берегу реки Сакмара, на расстоянии примерно 20 км (по прямой) к юго-востоку от посёлка городского типа Саракташ, административного центра района.

### Часовой пояс
Село Жёлтое, как и вся Оренбургская область, находится в часовой зоне МСК+2. Смещение применяемого времени относительно UTC составляет +5:00.

## История
Село основано в 1742 году как военное поселение форпост Жёлтый, в связи с созданием по Уралу и Сакмаре военно-охранных линий. Своё наименование получил по почве, в которой преобладала жёлтая глина. Среди первопоселенцев было много русских. В 1768 году из Казанской губернии были присланы салтанаульские ногайцы. В 30-е годы XIX века в населённые пункт из Самарской губернии переселилось также около трёх десятков мордовских семей. Вскоре сюда же переехали салтанаульские татары с речки Всель. В середине XIX века Жёлтое стало селом. По переписи 1866 года насчитывалось 204 двора и 1416 жителей. В селе были две мечети и одна часовня.

## Население
| 2010 |
| ---- |
| 777  |

### Национальный состав
Согласно результатам переписи 2002 года, в национальной структуре населения татары составляли 61 % из 930 чел., русские — 30 %.

## Улицы
| - ул. Буранная, - ул. Кооперативная, - ул. Молодёжная, - ул. Мостовая, - ул. Мусы Джалиля, - ул. Набережная, | - ул. Первомайская, - ул. Пионерская, - ул. Почтовая, - ул. Пролетарская, - ул. Садовая, - ул. Сакмарная, | - ул. Советская, - ул. Солнечная, - ул. Степная, - ул. Чапаева, - ул. Школьная, - пер. Школьный. |